# Friedrich Wilhelm von Lengefeld
Friedrich Wilhelm von Lengefeld (* 16. Juli 1733 in Laasen; † 6. Juli 1806 in Heilsberg) war ein preußischer Generalleutnant und General-Werbeinspekteur.

## Leben

### Herkunft
Seine Familie stammt aus dem Fürstentum Schwarzburg-Rudolstadt. Er war der Sohn von August Alexander von Lengefeld (1697–1740), Erbherr auf Laasen, Döhlen und Arnsbach, und dessen Ehefrau Magdalene Friederike, geborene von Dobeneck aus dem Haus Kaulsdorf. Sein Bruder Christian August von Lengefeld war ebenfalls preußischer Generalleutnant.

### Militärkarriere
Lengefeld kam 1746 zunächst als Kadett in schwarzburgische Dienste, wo sein Regiment in holländischen Sold kam. 1748 nahm er seinen Abschied als Unteroffizier, wechselte in württembergische Dienste und wurde dort am 14. Februar 1749 Fähnrich. Am 11. Februar 1751 wurde er Leutnant und am 12. Mai 1755 Kapitän. Während des Siebenjährigen Krieges kämpfte Lengefeld von 1756 bis 1761 gegen die Preußen. Er nahm an der Belagerung von Schweidnitz sowie den Schlachten von Breslau und Leuthen teil. In der Zeit wurde er am 29. Juni 1760 zum Major befördert.
Mit diesem Dienstgrad trat Lengefeld am 22. März 1762 in die Preußische Armee ein und wurde beim Freiregiment „Wunsch“ angestellt. Am 11. Februar 1763 kam er dann mit einem Patent vom 22. März 1762 in das Infanterieregiment „von Lehwald“. Dort wurde er am 20. März 1772 Oberstleutnant und am 20. Mai 1776 Oberst mit Patent vom 23. Mai 1776. Im Bayerischen Erbfolgekrieg kam Lengefeld zur Armee des Prinzen Heinrich. Am 6. Juni 1782 wurde er dann als Kommandeur in das Infanterieregiment „Graf Henckel“ versetzt, aber bereits am 11. Dezember 1783 musste er sein Kommando abgeben. Dafür erhielt er 800 Taler Pension und sollte warten, bis wieder ein Regiment zur Verfügung stand.
Am 19. März 1784 wurde Lengefeld Generalmajor der Armee und am 13. August 1790 schließlich Generalleutnant und General-Werbeinspekteur mit Sitz in Frankfurt am Main. In dieser Stellung verantwortete er die gesamte Werbung für die Preußische Armee innerhalb des Reiches. Besonders erfolgreich war er dabei in den Regionen Kurmainz und Nassau-Oranien. Am 14. Juni 1792 erhielt Lengefeld seine Demission mit 1200 Talern Pension. Er starb am 6. Juli 1806 in Heilsberg und wurde zwei Tage später in Kinkeim im Erbbegräbnis der Familie beigesetzt.

### Familie
Er heiratete am 4. Oktober 1770 Sophie Julia von Korff († 1801) aus dem Haus Kinkeim. Das Paar hatte mehrere Kinder, darunter:
- Luise Wilhelmine Charlotte (* 21. Oktober 1771)
- Ernst Karl (* 21. Oktober 1772)
- August Ferdinand (* 13. Dezember 1773)
- Ludowike Wilhelmine Antonie (* 22. März 1775)
- Marie Sophie Karoline (* 13. Mai 1776)

⚭ Graf Adolf Friedrich von Hordt (* 8. März 1753; † 13. März 1805), Sohn des Generals Johann Ludwig von Hordt
⚭ Ferdinand von Schau, Landschaftsrat
- Alexander Friedrich Viktor (* 24. Oktober 1777; † 15. August 1849)[2], Oberst a. D. Erbherr von Kinkeim

⚭ Jeannette von Bautz († 4. Februar 1804), Tochter des Salzinspektors Erhard von Bautz
⚭ 1805 (1822 Scheidung) Emilie von der Goltz, Tochter des Landesdirektors von der Goltz
⚭ Friederike Helm,
- Friederike Charlotte Wilhelmine (* 21. März 1780)